# Competencia (lingüística generativa)
La competencia es, en lingüística generativa o chomskiana, un concepto opuesto al de actuación, y en cierto modo en forma paralela, aunque no idéntica, a la oposición lengua / habla de Ferdinand de Saussure y el Estructuralismo.
En sus Aspectos de una teoría de la sintaxis (1965) Noam Chomsky introdujo una idea central en la construcción y evaluación de sus teorías gramaticales. Era distinguir entre competencia y actuación lingüística. La competencia es el conocimiento que permite al ser humano construir y entender oraciones. La actuación, por el contrario, muestra todas las posibilidades exactas o inexactas, correctas o no, de construir frases. "Actuación" (performance) frente a "competencia" (competence) permite distinguir la conducta lingüística real y observable (actuación) en contraste con el sistema interno de conocimiento que subyace a ella (competencia); Chomsky asume explícitamente que la "competencia" es una facultad idealizada que resulta de abstraer los juicios de un hablante/oyente ideal de una comunidad lingüística completamente homogénea, al que no lo afectan condiciones irrelevantes para la gramática como limitaciones de memoria, distracciones, errores, etc., de la producción efectiva y susceptible de desvíos de la "actuación".
Chomsky se refiere a la evidencia de que las personas, cuando hablamos en la vida cotidiana, a menudo cometemos errores (por ejemplo, comenzar una oración y dejarla a medias). Estos errores en el uso lingüístico son irrelevantes para el estudio de la competencia lingüística, pero pueden indicarnos algo sobre la gramática general "preinstalada" en nuestro cerebro, que se va seleccionando culturalmente mediante el entorno creando la llamada competencia.
Chomsky distingue entre los modelos gramaticales que consiguen una adecuación descriptiva y los que van más allá y consiguen "explicar" las gramáticas. Las descriptivas definen el (infinito) conjunto de oraciones gramaticales en una lengua en particular, pero una gramática que logra una adecuación explicativa penetra en las propiedades universales de la lengua que resulta de las estructuras lingüísticas innatas que se hallan en la mente humana. Por lo tanto, si una gramática tiene una adecuación explicativa, debe ser capaz de explicar los matices de las distintas lenguas como relativamente pequeñas variaciones de los patrones universales del lenguaje. Chomsky decía que, aunque los lingüistas están aún bastante lejos de lograr gramáticas de adecuación descriptiva, para progresar en dicha descripción gramatical es imprescindible marcarse la adecuación explicativa como meta. En otras palabras, los matices reales de lenguas individuales pueden ser conocidos tan solo a través del estudio comparado de una amplia cantidad de lenguas.
Sin embargo, el concepto de competencia de Chomsky provocó reacciones importantes entre los investigadores situados fuera del marco de la gramática generativa (Lyons, 1970; Campbell y Wales, 1970; Hymes, 1972): parece inadecuado porque se limita a la competencia lingüística del hablante-oyente ideal en una sociedad homogénea y no considera aspectos centrales del uso de la lengua. Supone una abstracción e idealización sin relación directa con la capacidad y habilidad para utilizar una o varias lenguas en la comunicación interpersonal por parte de hablantes monolingües y plurilingües en sociedades multiculturales y, aun cuando es concepto útil dentro de la gramática generativa, se torna demasiado reduccionista si se aplica a la adquisición y enseñanza de lenguas.